# راسل كيركباتريك
راسل كيركباتريك (بالإنجليزية: Russell Kirkpatrick)‏ (1961)؛ روائي نيوزيلندي.